# 피터팬 컴플렉스 (밴드)
피터팬 컴플렉스(영어: Peterpan Complex)는 대한민국의 신스팝 밴드이다.

## 구성원
- 전지한 - 보컬, 키보드
- 이치원 - 기타, 건반
- 김경인 of 로코모티브 - 드럼
- 김인근 - 비주얼라이징, 기타

### 전 구성원
- 이교원 - 기타
- 이완구 - 베이스
- 노덕래 - 베이스 2018년 8월 25일 사망
- 심영인 - 베이스
- 전지일(1977년 5월 3일) - 베이스(탈퇴)

## 음반 목록

### 정규 음반
- Radiostar (2003)
- Transistor (2004)
- I'm a beautiful man (2006)
- Love (2008)
- O (ou) (2012)
- 1999 (2018)

## 수상내역
- 2001년 SBS 소요락페스티벌 경연대회 대상